# The Secret of Monkey Island: Special Edition
The Secret of Monkey Island: Special Edition è un remake del videogioco The Secret of Monkey Island, sviluppato per le piattaforme PC, Mac, Xbox Live Arcade, PlayStation Network e iOS, pubblicato il 15 luglio 2009.
Lo sviluppo della Special Edition è iniziato nel 2008. Gli sviluppatori hanno implementato una nuova interfaccia di controllo e un sistema di suggerimenti per proseguire negli enigmi del gioco oltre a una grafica totalmente ridisegnata in risoluzione widescreen 1080i, dialoghi interamente doppiati (il gioco originale ne era privo) e colonna sonora rieseguita e rimasterizzata. Il gioco è stato pubblicato esclusivamente tramite distribuzione digitale.
Il gioco ha ricevuto un'accoglienza positiva da parte della critica italiana e internazionale.

## Trama
Un giovane di nome Guybrush Threepwood arriva sull'isola di Mêlée, sperando di diventare un pirata. Cerca i capi dei pirati dell'isola, che gli affidano tre prove da superare: vincere un duello con la spada contro Carla, la maestra di spada residente sull'isola, trovare un tesoro sepolto e rubare un prezioso idolo dal palazzo del governatore dell'isola.

## Modalità di gioco
Come l'originale, The Secret of Monkey Island: Special Edition è un'avventura grafica 2D giocata da una prospettiva in terza persona. Il giocatore guida il protagonista Guybrush Threepwood attraverso il mondo di gioco e interagisce con l'ambiente e gli elementi dello scenario per progredire. Durante la conversazione con altri personaggi, il giocatore può scegliere tra gli argomenti di discussione elencati in un albero di dialogo. 
L'interfaccia grafica di controllo è stata riprogettata rispetto alla versione originale, adattandola all'ampia gamma di dispositivi per i quali è pubblicata la Special Edition, nascondendo "verbi" e inventario che occupavano una parte significativa dello schermo. Non più presenti nella parte bassa della schermata, sono richiamabili in menu separati che appaiano sullo schermo alla pressione di un tasto. È stato integrato nell'interfaccia un sistema di suggerimenti a tre livelli per aiutare a proseguire negli enigmi del gioco.

## Sviluppo
LucasArts ha confermato lo sviluppo del gioco il 1º giugno 2009; le voci sono apparse diversi giorni prima quando la versione Xbox 360 del gioco ha ricevuto una valutazione USK. Il gioco è stato mostrato per la prima volta al pubblico all'Electronic Entertainment Expo 2009. Il remake è stato sviluppato tramite immagini disegnate a mano con maggiori dettagli e una colonna sonora e un doppiaggio rimasterizzati. Il team di sviluppo ha anche aggiunto un sistema di suggerimenti e incluso la funzione per passare, a piacimento, dagli audiovisivi della Special Edition a quelli originali senza interrompere il flusso di gioco. Tra i doppiatori hanno fatto ritorno Dominic Armato nei panni di Guybrush Threepwood e Earl Boen nei panni di LeChuck; la maggior parte del resto dei doppiatori aveva già lavorato per i sequel di The Secret of Monkey Island.
Il progettista di LucasArts, Craig Derrick, e il suo team hanno concepito l'idea del remake nel 2008. Dopo aver studiato la storia della serie Monkey Island, hanno deciso di creare «qualcosa di fresco e nuovo pur rimanendo fedele all'originale», il che ha portato all'idea del remake. Gli sviluppatori hanno cercato di lasciare invariato gran parte del design originale. Eventuali modifiche avevano lo scopo di raggiungere il livello di immersione desiderato per l'originale. A tal fine, hanno aggiunto dettagli come una nave pirata o pirati che parlano sullo sfondo delle scene. Sebbene il team considerava l'interfaccia SCUMM rivoluzionaria all'epoca, il community manager di LucasArts, Brooks Brown, ha fatto notare di come fosse incompatibile con uno joystick analogico, utilizzato dalla maggior parte delle console. I progettisti hanno reso il cursore contestuale agli oggetti di gioco come interfaccia principale. Nel The Secret of Monkey Island originale un personaggio di Loom, un altro videogioco LucasArts, incoraggia il giocatore ad acquistare il gioco; Brown aveva preso in considerazione di modificare questo easter egg per pubblicizzare Star Wars: The Force Unleashed poiché Loom non era più sul mercato, ma ha concluso che il gioco non sarebbe stato lo stesso se tali modifiche fossero state implementate. Prima della pubblicazione della Special Edition, tuttavia, LucasArts ha annunciato che Loom, insieme ad altri vecchi giochi del suo catalogo, sarebbe stato reso disponibile su Steam. Brown ha affermato che la decisione di pubblicare il gioco esclusivamente tramite distribuzione digitale è stata dovuta al fatto che «la vendita tramite download di prodotti digitali stava finalmente acquisendo slancio».

## Accoglienza
| Testata                              | Versione      | Giudizio |
| ------------------------------------ | ------------- | -------- |
| Metacritic (media al ottobre 2022)   | Xbox 360      | 88/100   |
| Metacritic (media al ottobre 2022)   | PlayStation 3 | 87/100   |
| Metacritic (media al ottobre 2022)   | Windows       | 86/100   |
| GameRankings (media al ottobre 2022) | iOS           | 87%      |
| Eurogamer                            | Xbox 360      | 9/10     |
| GamePro                              | Xbox 360      | 4/5      |
| GameSpot                             | PlayStation 3 | 8/10     |
| IGN                                  | Xbox 360      | 8,7/10   |
| Multiplayer.it                       | iOS           | 9,2/10   |
| SpazioGames.it                       | Windows       | 9/10     |
| Everyeye.it                          | Windows       | 8/10     |

Come la versione originale, The Secret of Monkey Island: Special Edition ha ricevuto recensioni positive dalla critica. 
GamePro ha elogiato il comparto audio aggiornato e ha definito «esplosiva» la nuova grafica rispetto a quella dell'originale. Ha citato la sceneggiatura, l'umorismo, la trama, gli enigmi e il livello di difficoltà bilanciato tra i punti di forza e ha concluso: «The Secret of Monkey Island: Special Edition è impressionante, esilarante e assolutamente valido». IGN ha scritto: «Quasi 20 anni dopo la sua uscita, [The Secret of Monkey Island] rimane un vero spasso da giocare»; definendo la nuova grafica «elegante, anche se un po' generica», affermando: «La grafica originale ha un certo fascino che le nuove immagini non hanno» e sintetizzando il gioco come «uno dei migliori modi per divertirsi con il punta e clicca». GameSpot ha elogiato il suo umorismo, la scrittura, gli enigmi e i personaggi, affermando: «La Special Edition ha un aspetto molto migliore ed è l'unico modo per giocare l'avventura ascoltando cosa dicono i personaggi». Ha definito l'interfaccia del gioco originale come «meno goffa» e il doppiaggio come «una così grande aggiunta al gioco che è difficile tornare all'edizione originale». Eurogamer ha scritto: "I puristi troveranno quasi sicuramente qualcosa di cui lamentarsi durante il gioco, ma l'impatto complessivo della riprogettazione è innegabilmente positivo", preferendo il design di Guybrush del gioco originale e ritenendo il nuovo sistema di controllo «meno intuitivo» di quello vecchio. Ha concluso affermando: «Pochi giochi possono resistere alla prova del tempo così egregiamente».
Il gioco ha ricevuto una buona accoglienza anche dalla critica specializzata italiana. Multiplayer.it e SpazioGames.it hanno elogiato il comparto tecnico, il doppiaggio e la fedeltà al gioco originale, ma entrambi hanno criticato il sistema di controllo. Similmente, Everyeye.it ha criticato il sistema di controllo e in parte l'impattante e diverso stile artistico, rispetto all'originale, pur promuovendo l'operazione di remake.